# Río de la Plata (1826)
La goleta Río de la Plata fue un navío de la Armada del Brasil durante la guerra con la República Argentina que fue capturado por la Armada Argentina y finalmente represado por la escuadra imperial.

## Historia
La goleta de guerra brasilera Arañatuba fue capturada por el Bergantín General Balcarce comandado por el teniente Nicolás Jorge el 21 de enero de 1826 e incorporada a la escuadra republicana al mando de Guillermo Brown, siendo destinada a tareas logísticas al mando del capitán aventurero Santiago Sciurano.
Tras ser recuperada Colonia del Sacramento fue destinada entre los meses de abril y diciembre a la protección de los transportes de tropas y abastecimientos a esa plaza.
En una de esas misiones en que protegía junto a un grupo de cañoneras un convoy, el 29 y 30 de julio de 1826 acudió al mando de Leonardo Rosales en defensa de la fragata 25 de Mayo, nave capitana de la escuadra, que se batía en soledad con la escuadra brasilera en el Combate de Quilmes.
Mientras efectuaba tareas de patrullaje en el delta del río Paraná en marzo de 1827 fue represada por la armada imperial frente a Las Conchillas. El 3 de abril al entrar al puerto de Montevideo se hundió.